# Río Toro (vattendrag i Chile, Región de Coquimbo)
Río Toro är ett vattendrag i Chile.   Det ligger i regionen Región de Coquimbo, i den centrala delen av landet, 400 km norr om huvudstaden Santiago de Chile.
Omgivningen kring Río Toro är i huvudsak ett öppet busklandskap. Området är mycket glesbefolkat, med 4 invånare per kvadratkilometer.